# Cot Eumpung Tudong
Cot Eumpung Tudong är ett berg i Indonesien.   Det ligger i provinsen Aceh, i den västra delen av landet, 1 800 km nordväst om huvudstaden Jakarta. Toppen på Cot Eumpung Tudong är 96 meter över havet.
Terrängen runt Cot Eumpung Tudong är varierad.Runt Cot Eumpung Tudong är det ganska glesbefolkat, med 35 invånare per kvadratkilometer. I omgivningarna runt Cot Eumpung Tudong växer i huvudsak städsegrön lövskog.